# Собор Глинских святых

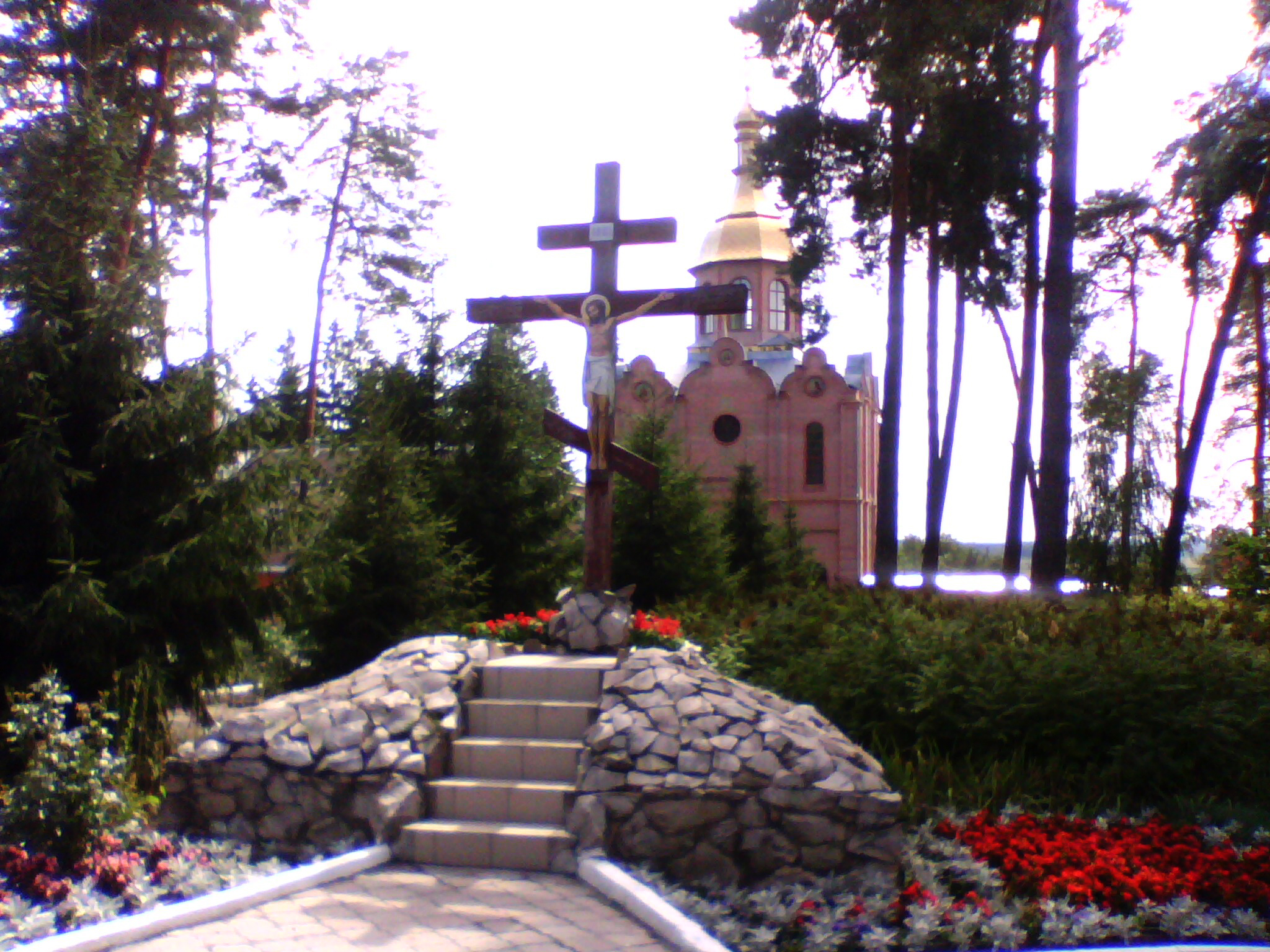
Распятие в Глинской пустыни

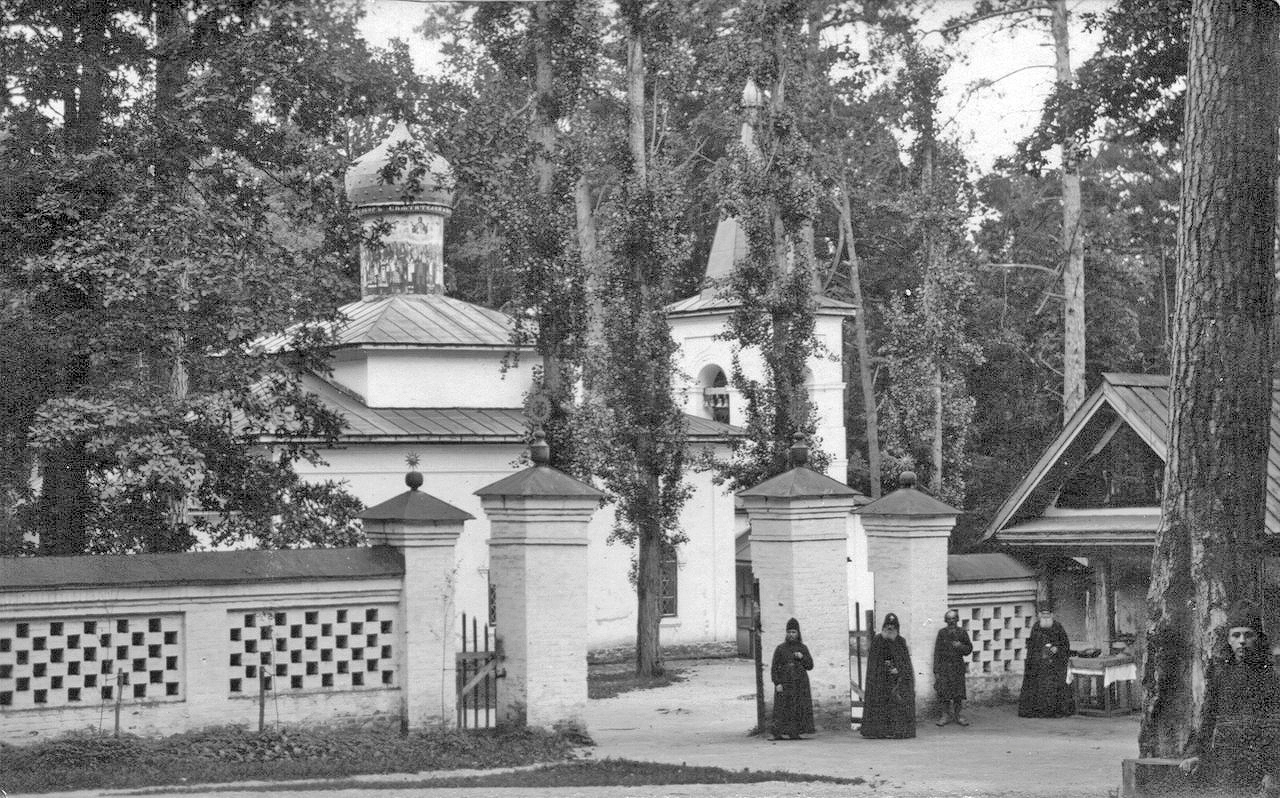
Ближний скит Глинской пустыни

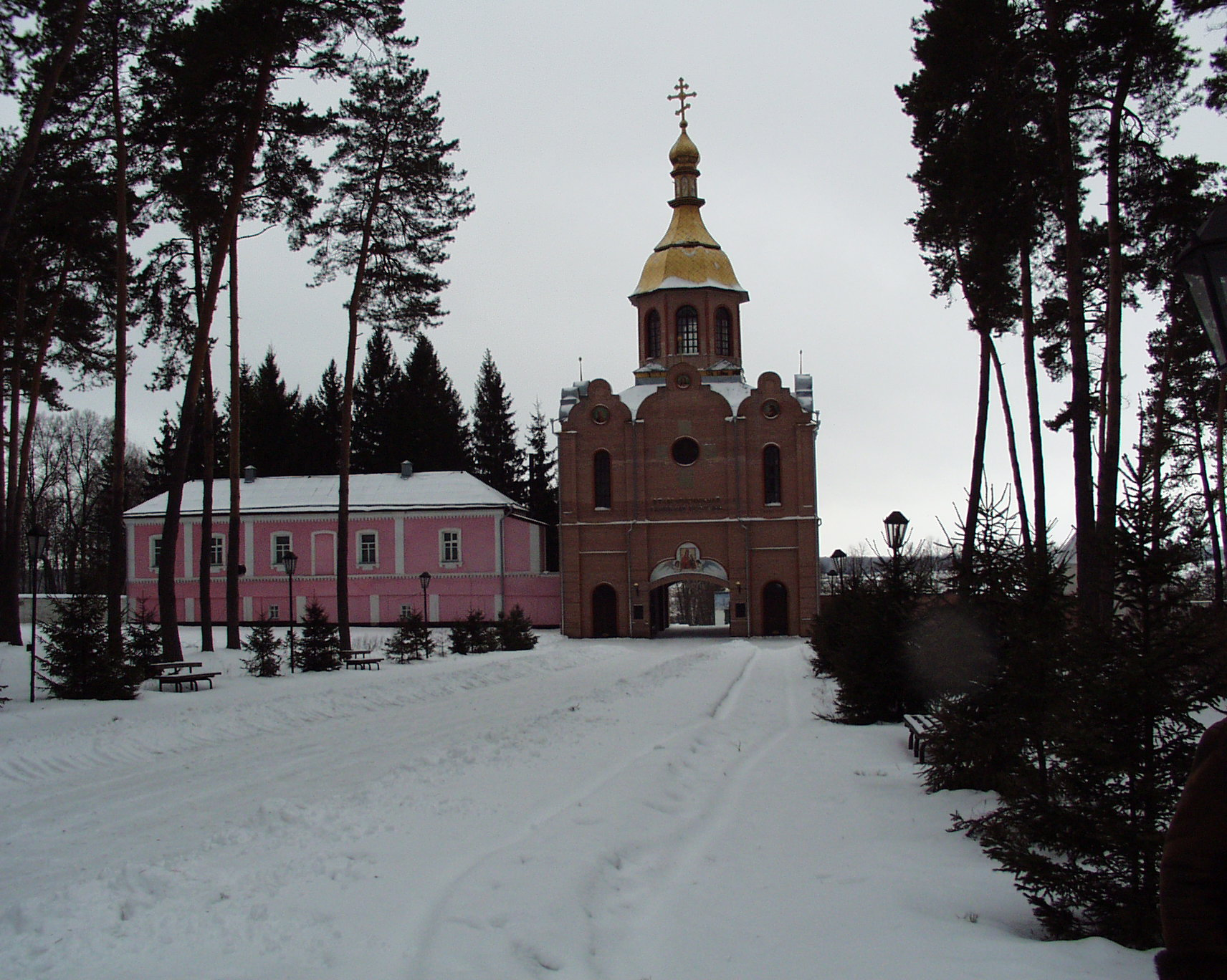
Глинская пустынь

Собор Глинских святых — празднование в честь преподобных отцев Глинской пустыни. По преданию, Глинская пустынь основана на месте явления в начале XVI века местным пчеловодам на сосне чудотворной Глинской иконы Рождества Пресвятой Богородицы. После Октябрьской социалистической революции была закрыта большевиками.
Только после распада СССР и обретением Украиной независимости, в августе 1994 года Глинская пустынь была вновь открыта, а её преподобные старцы, а также схимитрополит Серафим (Мажуга), который начинал свой иноческий путь в этой обители, были причислены к лику святых.
8 мая 2008 года Священный Синод Украинской православной церкви принял решение о канонизации 13-ти подвижников Глинской пустыни:
- прп. Василия (Кишкина), иеросхимонаха (†1831);
- прп. Филарета (Данилевского), игумена (†1841);
- прп. Феодота (Левченко), монаха (†1859);
- прп. Макария (Шарова), иеросхимонаха (†1864);
- прп. Мартирия (Кириченко), монаха (†1865);
- прп. Евфимия (Любимченко), схимонаха (†1866);
- прп. Досифея (Колченкова), монаха (†1874);
- прп. Илиодора (Голованицкого), схиархимандрита (†1879);
- прп. Иннокентия (Степанова), архимандрита (†1888);
- прп. Луки (Швеца), схимонаха (†1894);
- прп. Архиппа (Шестакова), схимонаха (†1896);
- прп. Иоанникия (Гомолко), схиархимандрита († 1912);
- прп. Серафима (Амелина), схиархимандрита (†1958).

16 августа 2008 года в обители состоялось торжественное прославление Собора Глинских святых (общую память им определено праздновать 22 сентября по новому стилю).
25 марта 2009 года Священный Синод УПЦ благословил включить в Собор Глинских Святых имена:
- преподобного Серафима (Мажуги), схимитрополита (†1985)[3]
- преподобного Андроника (Лукаша), схиархимандрита (†1974)[4]
- преподобного Серафима (Романцова), схиархимандрита (†1976)[5]

30 ноября 2017 года Архиерейский собор Русской православной церкви благословил общецерковное почитание Собора Глинских святых и включил их имена в месяцеслов Русской православной церкви.